# Hotel Transylvania 3: Monsterferie
Hotel Transylvania 3: Monsterferie (eng. Hotel Transylvania 3: Summer Vacation) er en animeret amerikansk film fra 2018 instrueret af Genndy Tartakovsky. Filmen er animeret af selskabet Sony Pictures Animation i samarbejde med Columbia Pictures.

## Medvirkende

### Danske stemmer[2]
- Henrik Koefoed som Abraham Van Helsing
- Sonny Lahey som Chupacabra
- Luca Reichardt Ben Coker som Dennis
- Niels Ellegaard som Dracula
- Betty Glosted som Elvira
- Rasmus Botoft som Frankenstein
- Simon Nøiers som Griffin
- Sonny Lahey som Hydraberg
- Benjamin Hasselflug som Jonathan
- Iben Hjejle som Kaptajn Ericka Van Helsing
- Christian Damsgaard som Kaptajn Gremlin
- Sonny Lahey som Marty
- Thea Iven Ulstrup som Mavis
- Amin Jensen som Murray
- Caspar Phillipson som Stan
- Bobo Moreno som Søuhyret
- Rose-Maria Kjær-Westermann som Vicky
- Finn Nielsen som Vlad
- Martin Buch som Walter
- Anne Herdorf som Wanda

### Engelske stemmer
- Jim Gaffigan som Abraham Van Helsing
- Jamie Camil som Chupacabra
- Asher Blinkoff som Dennis
- Adam Sandler som Dracula
- Fran Drescher som Elvira
- Kevin James som Frankenstein
- David Spade som Griffin
- Andy Samberg som Jonathan
- Kathryn Hahn som Kaptajn Ericka Van Helsing
- Aaron LaPlante som Kaptajn Gremlin
- Selena Gomez som Mavis
- Keegan-Michael Key som Murray
- Chris Parnell som Stan
- Joe Jonas som Søuhyret
- Sadie Sandler som Vicky
- Mel Brooks som Vlad
- Steve Buscemi som Walter
- Molly Shannon som Wanda